# Karl-Gustaf Vingqvist
Karl-Gustaf Vingqvist (Tived, 15 oktober 1883 - Lund, 19 november 1967) was een Zweeds turner.
Vingqvist won tijdens de Olympische Zomerspelen 1908 met de Zweedse ploeg de gouden medaille in de teammeerkamp.

## Olympische Zomerspelen
| Jaar | Plaats | Resultaten |
| ---- | ------ | ---------- |
| 1908 | Londen | team       |